# Historique de l'USM Alger en Coupe d'Algérie
Cet article retrace le parcours de l'Union sportive de la médina d'Alger en Coupe d'Algérie de football. Le club détient le record de victoires dans cette compétition (8, ex æquo avec l'ES Sétif), ainsi que celui du plus grand nombre de finales disputées (17).
Selon les statistiques, l'USM Alger a joué 194 matches en coupe d'Algérie depuis 1962-1963 jusqu'à 2019-2020.

## Tableau récapitulatif
| Édition et saison | 64e de finale                    | 32e de finale                    | 16e de finale               | 8e de finale             | Quart de finale              | Demi-finale                          | Finale                            |
| ----------------- | -------------------------------- | -------------------------------- | --------------------------- | ------------------------ | ---------------------------- | ------------------------------------ | --------------------------------- |
| 1962-1963         | SC Affreville 2-0                | RC Kouba 3-1                     | JS El Biar 2-0              | USM Bel-Abbès 2-1        | JSM Skikda 3-2               | ES Sétif 4-2 ap                      | -                                 |
| 1963-1964         | ESM Koléa 7-1                    | RC Arba 4-0                      | AS Orléansville 2-0         | EM Oran 2-0              | CA Bordj Bou Arreridj 2-0    | ES Sétif 3-2                         | -                                 |
| 1964-1965         |                                  | NA Hussein Dey 3-2               |                             |                          |                              |                                      |                                   |
| 1965-1966         |                                  | OM Saint-Eugène 1-0              | NA Hussein Dey 2-2          | MC Saïda 1-0             |                              |                                      |                                   |
| 1966-1967         |                                  |                                  | O Médéa 2-1                 | USM Bel-Abbes 1-1        | USM Sétif 4-1                | ES Sétif 1-1, 2-0                    |                                   |
| 1967-1968         |                                  | JSC Douéra 2-1                   | WO Rouiba 3-2               |                          |                              |                                      |                                   |
| 1968-1969         |                                  | O Médéa 1-0                      | Nadjah AC 3-1               | US Biskra 3-1            | RC Kouba 1-0                 | NA Hussein Dey 1-0                   | CR Belcourt 1-1 et 5-3 ap         |
| 1969-1970         |                                  | exempt                           | AS Ain M'lila 4-0           | USM Annaba 4-0           | JS Kabylie 2-2, 3-1          | ES Mostaganem 1-0, 0-0               | CR Belcourt 1-1 et 4-1            |
| 1970-1971         |                                  | exempt                           | O. Sempac Alger 4-1         | US Tébessa 1-0           | USM Oran 3-2, 3-1            | USM Khenchela 2-0, 2-2               | MC Alger 2-0                      |
| 1971-1972         |                                  | exempt                           | WA Mostaganem 1-2           | MO Constantine 3-2       | USM Bel-Abbès 2-0            | NA Hussein Dey 1-0                   | HAMRA Annaba 2-0                  |
| 1972-1973         |                                  | exempt                           | USM El Harrach 2-1          | OM Ruisseau 2-0          | NA Hussein Dey 1-0           | USM Blida 1-0, 3-1                   | MC Alger 4-2                      |
| 1973-1974         |                                  | exempt                           | CR Belcourt 3-2             |                          |                              |                                      |                                   |
| 1974-1975         |                                  | JSM Alger 1-0                    | MC Alger 1-0                |                          |                              |                                      |                                   |
| 1975-1976         |                                  | WA Boufarik 2-1                  |                             |                          |                              |                                      |                                   |
| 1976-1977         |                                  | US Santé 1-0                     | CA Batna 2-0                | MC Alger 1-0             | NA Hussein Dey 1-0           |                                      |                                   |
| 1977-1978         |                                  |                                  | SOC Annaba 2-2 (tab)        | NADIT Oran 3-0           | NARB Réghaïa 5-0             | RS Kouba 1-1, 0-0                    | CM Belcourt 0-0 ap (aux tab 0- 2) |
| 1978-1979         |                                  |                                  | WF Collo 2-1                | RS Kouba 2-2 (tab)       | MA Hussein Dey 1-0           |                                      |                                   |
| 1979-1980         |                                  |                                  | IRB Madania 2-0             | CM Constantine 5-1       | MA Hussein Dey 2-0           | JE Tizi-Ouzou 0 - 0 ap (aux tab 6-5) | EP Sétif 1-0                      |
| 1980-1981         |                                  |                                  | DNC Asnam 2-0               |                          | USM El Harrach 1-0           | MP Oran 2-1                          | ASC Oran 2-1 ap                   |
| 1981-1982         |                                  | exempt                           | IRB Lakhdaria 4-0           | MC Oran 1-1 (tab)        | MP Alger 4-4 (3-0 tab)       |                                      |                                   |
| 1982-1983         |                                  | exempt                           | Nadit Oran 1-2              | CM Belcourt 1-0          |                              |                                      |                                   |
| 1983-1984         | US Santé 2-0                     |                                  |                             |                          |                              |                                      |                                   |
| 1984-1985         |                                  | JH Djazair 2-1 (ap)              | GC Mascara 2-1              |                          |                              |                                      |                                   |
| 1985-1986         | MP Alger 1-0                     |                                  |                             |                          |                              |                                      |                                   |
| 1986-1987         | MB Bouira 1-0                    | MP Alger 1-0                     |                             |                          |                              |                                      |                                   |
| 1987-1988         | /                                | IRB El-Biar 0-0 ap (aux tab 3-0) | CS Constantine 1-0          | USM Aïn Béïda 1-0        | RS Kouba 2-1                 | MP Oran 1-0                          | CM Belcourt 0-0 ap (aux tab 6-5)  |
| 1988-1989         |                                  | CR Belcourt 2-0                  | Entente de Collo 1-2        |                          |                              |                                      |                                   |
| 1989-1990         | Non disputée                     | Non disputée                     | Non disputée                | Non disputée             | Non disputée                 | Non disputée                         | Non disputée                      |
| 1990-1991         |                                  | IRB El Harrach 3-0               | WA Tlemcen 2-0              | NRB Emdjez Edchich 2-1   | USM Bel-Abbès 0-1            |                                      |                                   |
| 1991-1992         | IRB Hadjout 1-1 ap (aux tab 2-3) |                                  |                             |                          |                              |                                      |                                   |
| 1992-1993         | Non disputée                     | Non disputée                     | Non disputée                | Non disputée             | Non disputée                 | Non disputée                         | Non disputée                      |
| 1993-1994         | WA Boufarik ?-?                  | JSM Skikda 2-2 ap (aux tab 3-5)  |                             |                          |                              |                                      |                                   |
| 1994-1995         | RC Kouba 0-0 ap (aux tab 4-5)    | -                                |                             |                          |                              |                                      |                                   |
| 1995-1996         |                                  | WA Boufarik 2-1                  | MC Saida 0-1                |                          |                              |                                      |                                   |
| 1996-1997         |                                  | ES Firme 0-6                     | JSM Skikda 1-1 (2-3 tab)    | CS Constantine (Forfait) | WA Tlemcen 0-1               | WA Boufarik 1-0                      | CA Batna 1-0                      |
| 1997-1998         |                                  | WA Constantine 0-5               | IRM Béchar 0-2              | MO Constantine 2-0       |                              |                                      |                                   |
| 1998-1999         |                                  | JSM Tiaret 1-0                   | FS Mostaganem 3-0           | USM Blida 4-0            | WA Tlemcen 4-0, 0-1          | MC Alger 2-2 (5-4 tab)               | JS Kabylie 2-0                    |
| 1999-2000         |                                  | GC Mascara 2-0                   | USM El Harrach 1-0          | USM Blida 1-1 (4-2 tab)  |                              |                                      |                                   |
| 2000-2001         |                                  | ES Sétif 1-0                     | AS Aïn M'lila 2-0           | CB Mila 2-0              | ASM Oran 2-1                 | JSM Skikda 3-0                       | CR Méchria 1-0                    |
| 2001-2002         |                                  | ES Mostaganem 3-0                | CR Belouizdad 1-1 (5-4 tab) |                          |                              |                                      |                                   |
| 2002-2003         |                                  | RCG Oran (forfait)               | JSM Béjaïa 1-0              | OMR El Anasser 1-0       | NA Hussein Dey 2-0           | MC Oran 3-0                          | CR Belouizdad 2-1 ap              |
| 2003-2004         |                                  | US Remchi 7-0                    | CR Beni Thour (forfait)     | WA Boufarik 2-0          | CA Bordj Bou Arreridj 3-1    | MC Oran 0-0 (5-3 tab)                | JS Kabylie 0-0 (5-4 tab)          |
| 2004-2005         |                                  | MC Oran 1-0                      |                             |                          |                              |                                      |                                   |
| 2005-2006         |                                  | CRB Sidi Ali 6-0                 | MO Constantine 3-1 ap       | USM Annaba 2-0 ap        | RC Kouba 0-0 (4-1 tab)       | JS Kabylie 0-0 (3-2 tab)             | MC Alger 2-1                      |
| 2006-2007         |                                  | MC Saïda 1-0                     | USM Annaba 1-0              | ES Mostaganem 3-2        | ES Sétif 1-0                 | JS Kabylie 4-1                       | MC Alger 1-0                      |
| 2007-2008         |                                  | NRB Grarem 2-1                   | ES Béchar 3-0               | NA Hussein Dey 2-1       |                              |                                      |                                   |
| 2008-2009         |                                  | Paradou AC 2-1 ap                |                             |                          |                              |                                      |                                   |
| 2009-2010         |                                  | MC Oran 4-1                      | US Chaouia 3-1              | MC Alger 3-0             |                              |                                      |                                   |
| 2010-2011         |                                  | MC Saïda 0-0 (4-2 tab)           |                             |                          |                              |                                      |                                   |
| 2011-2012         |                                  | USM Blida 2-1                    | JS Djidjel 0-0 (5-4 tab)    | JS Kabylie 1-0 ap        | USM El Harrach 0-0 (4-1 tab) |                                      |                                   |
| 2012-2013         |                                  | JS Saoura 1-0                    | CC Sig 5-0                  | USM El Harrach 1-0       | NA Hussein Dey 2-1           | MC Oran 1-0                          | MC Alger 1-0                      |
| 2013-2014         |                                  | NA Hussein Dey 0-0 (5-4 tab)     | JS Kabylie 0-0 (3-2 tab)    |                          |                              |                                      |                                   |
| 2014-2015         |                                  | CRB Ouled Abdelkader 4-1         | USM El Harrach 2-0          | ASO Chlef 0-0 (4-5 tab)  |                              |                                      |                                   |
| 2015-2016         |                                  | Paradou AC 1-3                   |                             |                          |                              |                                      |                                   |
| 2016-2017         |                                  | NT Souf 2-0                      | CA Batna 1-0                | USM Bel-Abbès 0-0        |                              |                                      |                                   |
| 2017-2018         |                                  | ES Firme 1-0                     | CS Constantine 1-0          | JS Saoura 1-0            |                              |                                      |                                   |
| 2018-2019         |                                  | ASM Oran 2-0                     | USM Bel-Abbes 2-1 ap        | ES Setif 1-3             | -                            |                                      |                                   |
| 2019-2020         |                                  | USM Khenchela 6-1                | ASM Oran 0-1                | -                        | -                            |                                      |                                   |
| 2020-2021         | Non disputée                     | Non disputée                     | Non disputée                | Non disputée             | Non disputée                 | Non disputée                         | Non disputée                      |
| 2021-2022         | Non disputée                     | Non disputée                     | Non disputée                | Non disputée             | Non disputée                 | Non disputée                         | Non disputée                      |
| 2022-2023         |                                  | AS Maghnia 2-2 ap                | -                           | -                        | -                            | -                                    | -                                 |

## Historique de l'USM Alger en Coupe d'Algérie

### 1970-1971
En Coupe d'Algérie, le club atteint la finale pour affronter le MC Alger et être à nouveau vaincu. Le match dure quatre heures en raison de la prise d'assaut du stade à plusieurs reprises par les supporters. Après la fin du match, les joueurs de l'USM Alger qui étaient accompagnés d'une poignée de supporters, restent enfermés dans les vestiaires jusqu'à minuit et l'intervention d'une brigade de gendarmerie envoyée de Batna. Leur retour vers leur stade ne se fait que vers 9 heures le lendemain. La Fédération algérienne de football de l'époque punit les deux clubs en les condamnant à jouer à 50 kilomètres de leur stade pendant un an. L'USM Alger choisit  de recevoir lors de la saison 1971-1972 au Stade des Frères-Brakni.

### 1998-1999
En final contre la JS Kabylie, les deux équipes se sont rencontrées pour la première fois en finale de la Coupe d'Algérie au Stade du 5-Juillet-1962 et lors de la première finale à laquelle assistait le nouveau président du pays Abdelaziz Bouteflika et le président d'honneur du club Yacef Saâdi et terminé par la victoire de l'USM Alger avec deux buts marqués par Billel Dziri et l'ancien joueur de la JS Kabylie Tarek Hadj Adlane Pour être la quatrième Coupe de l'USMA, Avant cela en demi-finale face au MC Alger, il y avait eu une grande polémique sur la façon dont le match était joué, où il était censé se jouer à partir de deux matchs. En revanche, le ministère de la Jeunesse et des Sports a décidé de jouer les deux matchs au Stade du 5-Juillet-1962.
Saïd Allik Président de l'USMA, a refusé cela en insistant pour que chaque équipe joue dans son stade et Stade du 5-Juillet-1962, il était le stade officiel du MC Alger, après quoi le ministre de la Jeunesse et des Sports Mohamed Aziz Derouaz a rejeté cette demande et a insisté pour qu'il joue au Stade du 5-Juillet-1962 pour des raisons de sécurité. Le jour du match, l'USM Alger s'est rendu au Stade Omar Hamadi et au MC Alger et les arbitres au Stade du 5-Juillet-1962. Le ministre de l'Intérieur et des Collectivités territoriales de l'époque Abdelmalek Sellal appela Allik pour trouver une solution à ce problème. Sa réponse a été qu'il y avait deux solutions, la première est que chaque équipe joue dans son stade Ou qu'elle tienne un match dans un stade neutre, et Allik propose le Stade du 19-Mai-1956 à Annaba, mais à cause de la Décennie noire et puisque les deux sont de la capitale, il a été décidé de le tenir au Stade du 5-Juillet-1962.

### 2000-2001
La Coupe d'Algérie, en Demi-finale contre la JSM Skikda au Stade 20 août 1955, le match est arrêté à la 46e minute en raison de l'envahissement du terrain par les supporters de la JSM Skikda où s'est avancé avec le but d'Azzedine Rahim, Après la pression des hautes autorités du pays, Saïd Allik a accepté la rediffusion du match, plus tard la FAF a décidé de répéter le match dans un stade neutre au Stade des Frères-Brakni et s'est soldé par une victoire 3-0. En finale face au CRB Mecheria de deuxième division qui accède pour la première fois à la finale. le seul but du match a été marqué par Hocine Achiou pour remporter le cinquième titre. Le match a failli être reporté en s'arrêtant plus de dix minutes en raison d'une panne de courant en début de première mi-temps.

### 2023-2024
Lors des trente-deuxième de finale de la Coupe d'Algérie, la logique a été respectée lors d'un match face à l'US Boukhadra, et en effet l'équipe de Sustara s'est imposée facilement sur le score sans appel de 5 buts à 2. Après quelques tentatives, les efforts des Usmistes seront enfin récompensés à la 40e minute. Abdoulaye Kanou débloque la situation et ouvre le score. Trois minutes plus tard le même joueur doublait la mise, en seconde période les défenseurs Bounacer, Bouchina et Barkat ont marqué le reste des buts. Les Rouge et Noir n’ont donc pas laissé place à une surprise et remportant ainsi le ticket de qualification
Le 8 mars, l'USMA a remporté une large victoire face au MB Rouissat avec huit buts inscrits chacun par Akram Djahnit un triplé et un doublé de Oussama Bellatreche et Leonel Ateba et un but par le capitaine Belaïd, une victoire historique pour les Usmistes qui a battu son record du plus gros score en Coupe d'Algérie. Le 12 avril, l'USM Alger s'est qualifiée pour les quarts de finale pour la première fois depuis plus de dix ans après une belle victoire avec sept buts contre RC Bougaa, inscrits par Belaïd, Bellatreche, Djahnit et les remplaçants Kanou et Belkacemi avec un doublé.
Quatre jours plus tard, l'USM Alger se déplace à Annaba pour affronter l'US Biskra, et après une première mi-temps difficile qui s'est terminée sur le score de 1-1, El Ittihad a dominé la deuxième mi-temps et a réussi à marquer deux buts grâce à Belaïd et Belkacemi. Le match s'est terminé sur le score de 3-1 et s'est qualifié pour les demi-finales. Contre le CR Belouizdad et première rencontre dans cette compétition depuis vingt ans, l'USM Alger a été contraint de disputer le match entre les demi-finales de la Coupe de la confédération, et USMA a réalisé une mauvaise prestation, le match a donc abouti aux tirs au but et a été battu. les trois premiers tireurs Belaïd, Radouani et Djahnit ont raté leurs penalties, alors qu'Alilet a été le seul à réussir le sien,.

### 2024-2025
Le 16 janvier 2025, l'USM Alger s'est qualifiée pour les 32es de finale grâce à une victoire éclatante 6–0 contre l'Olympique Magrane au Stade du 5-Juillet-1962. Mohamed Ben Mazouz a ouvert le score d'une tête à la 31e minute, suivi de Khaled Bousseliou qui a doublé la mise cinq minutes plus tard, profitant d'une grosse erreur du gardien Lakhal. En seconde période, Ben Mazouz est revenu sur le devant de la scène en inscrivant un second but à la 71e minute, plaçant son équipe en position de force. Salim Boukhanchouche a porté le score à 4–0 seulement deux minutes plus tard. En fin de match, Ben Mazouz a complété son triplé à la 85e minute, et le remplaçant Mahrouz a scellé la démonstration offensive dans le temps additionnel (90+2). Au tour suivant, l'USM Alger a affronté le NC Magra, remportant une courte victoire 1–0 grâce à un but d'Ismail Belkacemi à la 46e minute.
Le 11 mars 2025, lors d'une soirée de Ramadan, l'USMA a décroché sa place en quarts de finale en s'imposant difficilement 1–0 face au RC Kouba, grâce à un penalty transformé par Mehdi Merghem. En quarts de finale, l'USMA a livré une performance dominante en écrasant le CR Témouchent 5–0 au Stade Miloud-Hadefi. Ahmed Khaldi a ouvert le score à la 23e minute d'une frappe tonitruante de 30 mètres. Ben Mazouz a doublé la mise à la 43e minute, concluant un centre de Merghem. En seconde période, Khaldi a inscrit un deuxième but à la 66e minute d’un subtil lob au-dessus du gardien, après une superbe passe décisive de Brahim Benzaza. Quatre minutes plus tard, Ben Mazouz a de nouveau marqué, profitant d’un centre de Houssam Ghacha. Ce dernier a clôturé le festival offensif à la 90e minute, d’une frappe en pleine lucarne après une passe de Haithem Loucif.
Le 15 avril 2025, l’USM Alger s’est qualifiée pour la finale de la Coupe d’Algérie après une victoire difficile 1–0 après prolongation face à l’USM El Harrach. Dans un match serré avec peu d’occasions nettes durant le temps réglementaire, le but décisif est intervenu à la 105e minute, lorsque Adem Alilet a transformé un penalty. L’USMA a tenu bon dans les dernières minutes pour décrocher son billet pour la finale.

## Nombre de matchs selon chaque décennie
| Période   | Saisons | J   | G   | N  | P  | Bp  | Bc  | Diff |
| --------- | ------- | --- | --- | -- | -- | --- | --- | ---- |
| 1962-1970 | 8       | 40  | 25  | 7  | 8  | 83  | 46  | +37  |
| 1970-1980 | 10      | 40  | 24  | 8  | 8  | 67  | 37  | +30  |
| 1980-1989 | 9       | 24  | 15  | 4  | 5  | 34  | 17  | +17  |
| 1990-2000 | 9       | 27  | 19  | 4  | 4  | 50  | 13  | +37  |
| 2000-2010 | 10      | 39  | 28  | 5  | 6  | 72  | 22  | +50  |
| 2010-2020 | 10      | 28  | 17  | 7  | 4  | 39  | 16  | +23  |
| 2022-     | 3       | 12  | 10  | 2  | 0  | 41  | 5   | +36  |
| TOTAL     | 59      | 210 | 138 | 37 | 35 | 386 | 156 | +230 |

(Mis à jour le 5 juillet 2025)

## Les équipes les plus rencontrées
| Clubs          | J  | G | N | P  | Bp | Bc | Diff |
| -------------- | -- | - | - | -- | -- | -- | ---- |
| MC Alger       | 15 | 2 | 2 | 11 | 13 | 32 | -19  |
| CR Belouizdad  | 13 | 3 | 6 | 4  | 15 | 17 | -2   |
| NA Hussein Dey | 11 | 6 | 1 | 4  | 12 | 8  | +4   |
| JS Kabylie     | 9  | 4 | 5 | 0  | 13 | 5  | +8   |
| RC Kouba       | 8  | 3 | 5 | 0  | 7  | 4  | +3   |
| MC Oran        | 7  | 5 | 1 | 1  | 11 | 3  | +8   |
| ES Sétif       | 7  | 2 | 0 | 5  | 7  | 11 | -4   |
| USM El Harrach | 7  | 6 | 1 | 0  | 8  | 1  | +7   |
| USM Blida      | 5  | 4 | 1 | 0  | 11 | 3  | +8   |

(Mis à jour le 5 juillet 2025)

## Meilleurs buteurs
| Rang | Nom                | TOTAL |
| ---- | ------------------ | ----- |
| 1    | Tarek Hadj Adlane  | 18    |
| =    | Hocine Achiou      | 8     |
| =    | Nacer Guedioura    | 7     |
| =    | Mouldi Aïssaoui    | 6     |
| =    | Rabie Benchergui   | 6     |
| =    | Tarek Ghoul        | 5     |
| =    | Mohamed Hamdoud    | 5     |
| =    | Issaad Bourahli    | 5     |
| =    | Farid Djahnine     | 5     |
| =    | Boualem Baâziz     | 5     |
| =    | Mohamed Ben Mazouz | 5     |

| Rang | Nom               | TOTAL |
| ---- | ----------------- | ----- |
| =    | Mintou Doucouré   | 4     |
| =    | Abdoulaye Kanou   | 4     |
| =    | Akram Djahnit     | 4     |
| =    | Amar Ammour       | 4     |
| =    | Noureddine Daham  | 4     |
| =    | Aymen Mahious     | 4     |
| =    | Hamid Bernaoui    | 4     |
| =    | Ali Meçabih       | 4     |
| =    | Mahieddine Meftah | 4     |
| =    | Ismaïl Belkacemi  | 4     |
| =    | Moncef Ouichaoui  | 3     |

| Rang | Nom                  | TOTAL |
| ---- | -------------------- | ----- |
| =    | Azzedine Rahim       | 3     |
| =    | Lamouri Djediat      | 3     |
| =    | Abderrahmane Meziani | 3     |
| =    | Farouk Chafaï        | 3     |
| =    | Oussama Bellatreche  | 3     |
| =    | Zineddine Belaïd     | 3     |
| =    | Ahmed Lakhdar Attoui | 3     |

(Mis à jour le 5 juillet 2025)

## Hat-tricks
Un triplé est réalisé lorsque le même joueur marque trois buts ou plus au cours d'un match. Classés par ordre chronologique.
| Date             | Joueur           | Adversaire       | Le temps des buts  | Score final |
| ---------------- | ---------------- | ---------------- | ------------------ | ----------- |
| 30 janvier 1971  | Mouldi Aïssaoui  | O Sempac d'Alger | ?', ?'             | 4–1         |
| 31 mars 1978     | Nacer Guedioura  | NARB Réghaïa     | ?', ?'             | 5–2         |
| 5 juin 2003      | Issaad Bourahli  | MC Oran          | 5', 75', 87'       | 3–0         |
| 5 février 2004   | Ali Meçabih      | US Remchi        | 38', 52', 56', 70' | 7–0         |
| 29 décembre 2005 | Rabie Benchergui | CRB Sidi Ali     | 23', 25', 52'      | 6–0         |
| 5 janvier 2020   | Aymen Mahious    | USM Khenchela    | 8'p, 43', 67'      | 6–1         |
| 8 mars 2024      | Akram Djahnit    | MB Rouissat      | 24', 41', 74'      | 8–0         |